# Siège de Metz (1473)
Pour les articles homonymes, voir siège de Metz.
Guerres féodales en Lorraine
Le siège de Metz de 1473 oppose le duc de Lorraine Nicolas d’Anjou aux riches bourgeois de la République messine. Malgré une audacieuse ruse de guerre, les assaillants lorrains n’arrivent pas à prendre Metz et le siège est levé.

## Contexte historique
Au XIVe et XVe siècles, la Lorraine devient le théâtre régulier d’affrontements entre différents seigneurs du saint-empire romain germanique. Les ducs de Lorraine, de Bar, de Luxembourg, les comtes de Deux-Ponts, de Vaudémont, l’archevêque de Trèves, les évêques de Metz, Toul et Verdun, s’allient ou s’opposent au gré des circonstances, dans un monde fortement marqué par la féodalité. Le conflit de 1473 oppose le duc de Lorraine Nicolas aux bourgeois messins.

## Siège de la cité messine
En 1473, la ville est de nouveau la cible du duc de Lorraine Nicolas de Lorraine-Anjou, petit fils de René d’Anjou. Le duc établit son camp dans la plaine du Sablon, avec 10 000 soldats lorrains. Les sièges successifs de 1428 et 1444 n’ayant pas permis de prendre la ville de Metz par la force, Nicolas décide de prendre la ville par surprise. Le duc confie cette mission au capitaine Berthold Krantz, surnommé « la Grande Barbe ».
Dans la nuit du 8 au 9 avril 1473, Krantz, déguisé en marchand, s’introduit dans la cité messine, avec quelques soldats, eux-mêmes cachés dans des tonneaux. À la faveur de la nuit, les hommes de Krantz réussissent à prendre la Porte Serpenoise et à bloquer sa herse, grâce à une charrette munie d’une poutre garnie de chevilles métalliques. Une partie des troupes lorraines fait irruption dans la ville, mais se trouve bientôt bloquée par les bourgeois messins, réveillés par le boulanger Harelle,. Armés et décidés à ne pas se laisser envahir, les Messins réussissent à refermer les portes, et à baisser les herses, prenant au piège quelque 500 ou 600 soldats lorrains. Parmi eux, Engelhard de Mittelbourg, maréchal de Frédéric de Bavière, comte palatin du Rhin qui avait fourni pour le siège 300 chevaux au duc de Lorraine, Jacques de Hamelstadt, qui portait l'étendart du duché lorrain, les deux frères Weckart et Frédéric, comtes de Bitche, Hennemann et Weckart de Linange, seigneurs de Forbach, le comte Jehan de Salme, et plusieurs autres seigneurs, portant chacun leur bannière. Le maréchal Gaspard de Raville, grièvement blessé, est exfiltré in extremis par ses hommes. Moins chanceux, Krantz est tué au combat, d'un coup de hache d'armes, avec une quarantaine de soldats, une soixantaine d'autres Lorrains étant capturés.

## Issue du conflit
Constatant que sa tentative avait échoué, le jeune duc de Lorraine préféra se replier avec ses troupes sur Pont-à-Mousson. Les prisonniers survivants furent libérés l'année suivante, mais un ressentiment profond persista dans les deux camps. En guise de trophés, les Messins victorieux suspendirent 5 étendards, pris aux Lorrains, aux piliers de Notre-dame-la-Ronde. Dès lors, une procession annuelle entretint le souvenir d'une victoire considérée à l'époque comme miraculeuse.

## Sources
- H. Klipffel: Metz, cité épiscopale et impériale (Xe au XVIe siècle). Un épisode de l’histoire du régime municipal dans les villes romanes de l’empire germanique, Mémoires de l'Académie royale de Belgique, Année 1867 (article en ligne).
- René Bour, Histoire de Metz, Metz, 1950.
- François-Yves Le Moigne, Histoire de Metz, 1986.
- Michel Parisse: (dir) : Encyclopédie illustrée de la Lorraine, Histoire de la Lorraine, Époque médiévale, Éd. Serpenoise, Presses universitaires de Nancy, 1990.